# Stanisławka (powiat puławski)
Stanisławka – wieś w Polsce położona w województwie lubelskim, w powiecie puławskim, w gminie Wąwolnica.
W latach 1975–1998 miejscowość należała administracyjnie do województwa lubelskiego.
Wieś stanowi sołectwo gminy Wąwolnica. Według Narodowego Spisu Powszechnego z roku 2011 wieś liczyła 47 mieszkańców.
Wierni Kościoła rzymskokatolickiego należą do parafii św. Wojciecha w Wąwolnicy.